# Joux
Joux és un municipi francès situat al departament del Roine i a la regió d'Alvèrnia-Roine-Alps. L'any 2007 tenia 663 habitants.

## Demografia

### Població
El 2007 la població de fet de Joux era de 663 persones. Hi havia 231 famílies de les quals 44 eren unipersonals (24 homes vivint sols i 20 dones vivint soles), 53 parelles sense fills, 114 parelles amb fills i 20 famílies monoparentals amb fills.
La població ha evolucionat segons el següent gràfic:
Habitants censats

### Habitatges
El 2007 hi havia 272 habitatges, 236 eren l'habitatge principal de la família, 25 eren segones residències i 12 estaven desocupats. 239 eren cases i 32 eren apartaments. Dels 236 habitatges principals, 161 estaven ocupats pels seus propietaris, 66 estaven llogats i ocupats pels llogaters i 8 estaven cedits a títol gratuït; 1 tenia una cambra, 8 en tenien dues, 37 en tenien tres, 65 en tenien quatre i 125 en tenien cinc o més. 192 habitatges disposaven pel capbaix d'una plaça de pàrquing. A 78 habitatges hi havia un automòbil i a 139 n'hi havia dos o més.

### Piràmide de població
La piràmide de població per edats i sexe el 2009 era:
| Homes | Edats   | Dones |
| ----- | ------- | ----- |
| 0     | 95 o +  | 0     |
| 0     | 90 a 94 | 0     |
| 0     | 85 a 89 | 0     |
| 0     | 80 a 84 | 0     |
| 4     | 75 a 79 | 12    |
| 8     | 70 a 74 | 8     |
| 20    | 65 a 69 | 8     |
| 20    | 60 a 64 | 12    |
| 16    | 55 a 59 | 16    |
| 16    | 50 a 54 | 8     |
| 20    | 45 a 49 | 32    |
| 28    | 40 a 44 | 12    |
| 32    | 35 a 39 | 40    |
| 16    | 30 a 34 | 12    |
| 28    | 25 a 29 | 12    |
| 12    | 20 a 24 | 20    |
| 16    | 15 a 19 | 28    |
| 28    | 10 a 14 | 12    |
| 36    | 5 a 9   | 20    |
| 28    | 0 a 4   | 24    |

## Economia
El 2007 la població en edat de treballar era de 428 persones, 324 eren actives i 104 eren inactives. De les 324 persones actives 305 estaven ocupades (162 homes i 143 dones) i 18 estaven aturades (6 homes i 12 dones). De les 104 persones inactives 34 estaven jubilades, 45 estaven estudiant i 25 estaven classificades com a «altres inactius».

### Ingressos
El 2009 a Joux hi havia 246 unitats fiscals que integraven 670 persones, la mediana anual d'ingressos fiscals per persona era de 16.187 €.

### Activitats econòmiques
Dels 20 establiments que hi havia el 2007, 1 era d'una empresa alimentària, 1 d'una empresa de fabricació d'altres productes industrials, 4 d'empreses de construcció, 6 d'empreses de comerç i reparació d'automòbils, 1 d'una empresa de transport, 3 d'empreses d'hostatgeria i restauració, 1 d'una empresa d'informació i comunicació, 1 d'una empresa financera, 1 d'una empresa de serveis i 1 d'una empresa classificada com a «altres activitats de serveis».
Dels 7 establiments de servei als particulars que hi havia el 2009, 1 era un paleta, 1 guixaire pintor, 1 fusteria, 1 electricista i 3 restaurants.
L'únic establiment comercial que hi havia el 2009 era una fleca.
L'any 2000 a Joux hi havia 28 explotacions agrícoles que ocupaven un total de 572 hectàrees.

## Equipaments sanitaris i escolars
El 2009 hi havia una escola elemental.

## Poblacions més properes
El següent diagrama mostra les poblacions més properes.